# Mas Puig (Arbúcies)
Mas Puig és una masia d'Arbúcies (Selva) inclosa a l'Inventari del Patrimoni Arquitectònic de Catalunya. Es tracta d'un conjunt arquitectònic originari del segle xviii però totalment reformat al segle XX en unes obres pendents de ser acabades.

## Descripció
L'edifici és de dues plantes i golfes, amb vessants a laterals, cornisa catalana i voladís a la part frontal, deixant veure les mènsules de fusta de la coberta. A la façana principal, trobem tres finestres envoltades de pedra granítica a la primera planta, i dues més que flanquegen l'entrada a la planta baixa. Destaca la gran arcada de la portalada d'arc de mig punt i els ornaments en relleu que l'envolten, hi ha també un rellotge de sol esculpit en pedra i ornamentació renaixentista sobre la finestra central del primer pis. Pel que fa a inscripcions a la pedra, en trobem una a la dovella del mig de l'arc de l'entrada amb el nom de “Mas Puig” i una creu.
Aquest cos central de l'edifici té una galeria de set arcs de mig punt a la part superior, ara bé, la restauració ha conservat altres elements originals de la casa, com la torre quadrada de quatre plantes que es dreça a la dreta del cos principal. Té les obertures quadrangulars en pedra i una galeria de tres arcs a l'última planta.
Una de les façanes laterals té forma basilical i s'hi adossen altres dependències que segueixen la mateixa tipologia, donant una forma complexa al conjunt.
L'interior està totalment buit, inacabat, però es pot veure en alguns sostres les voltes de creuaria i portes amb arc rebaixat de rajol.

## Història
Al 1246 apareix una tal Ermessenda de Puig, i al 1255 un tal Pere de Puig. El trobem documentat al 1497 i 1515 en els Fogatges de la Batllia de n'Orri.
Documentat en el Cadastre de 1743, quan Martí Puig declara la seva casa i una altra, possiblement la casanova d'en Puig. També apareix en el cadastre de 1800, i seguidament en el llistat de les cases de pagès del rector de la parròquia del 1826.
En el padró de 1883 hi consta una família de set membres, en el 1940 apareix habitada per una família de set persones. També ens apareix en el mapa de Juli Serra de 1890.